# Carlo Rota
Carlo Rota (Londres, 17 de abril de 1961) é um ator inglês que reside no Canadá.
Participou de muitas séries de televisão, com maior destaque para La Femme Nikita, interpretando o engraçado Mick Schtoppel e na tão aclamada série 24 Horas, onde interpreta o ex-marido de Chloe (interpretada por Mary Lynn Rajskub), Morris O'Brian.

## Jogos
Foi o antagonista do personagem fictício Magid Sadiq do jogo Tom Clancy's Splinter Cell: Blacklist 